# Макдональд, Майкл (боец)
Майкл Роберт Макдональд (англ. Michael Robert McDonald; род. 15 января 1991, Модесто) — американский боец смешанного стиля, представитель легчайшей весовой категории. Выступает на профессиональном уровне начиная с 2007 года, известен по участию в турнирах бойцовских организаций UFC, WEC, Bellator и др. Был претендентом на титул временного чемпиона UFC в легчайшем весе.

## Биография
Майкл Макдональд родился 15 января 1991 года в городе Модесто, штат Калифорния. В возрасте десяти лет начал заниматься кикбоксингом, в тринадцать перешёл в смешанные единоборства и вскоре стал выступать среди любителей. Проходил подготовку в местном зале Oakdale Mixed Martial Arts в составе команды Last Stand Fight Team. Осваивал бразильское джиу-джитсу, добившись в этой дисциплине чёрного пояса. В 16 лет в 2007 году ещё во время учёбы в старшей школе дебютировал в ММА на профессиональном уровне.

### Начало профессиональной карьеры
Начинал бойцовскую карьеру в Портервилле в небольшом местном промоушене Gladiator Challenge, где в общей сложности одержал шесть побед.
В 2009 году провёл два боя в организации Palace Fighting Championship, первый выиграл, во втором потерпел поражение техническим нокаутом от Коула Эсковедо.
Также в период 2009—2010 годов несколько раз дрался на турнирах Tachi Palace Fights, победил здесь достаточно известного бойца Мэнни Тапию, взял реванш у Эсковедо и завоевал титул чемпиона в легчайшей весовой категории.

### World Extreme Cagefighting
Имея в послужном списке десять побед и только одно поражение, Макдональд привлёк к себе внимание крупной бойцовской организации World Extreme Cagefighting и в сентябре 2010 года подписал с ней долгосрочный контракт — стал таким образом самым молодым бойцом в истории WEC, на тот момент ему было всего 19 лет. Уже в ноябре благополучно дебютировал здесь, в первом же раунде выиграл сдачей у Клинта Годфри.
Когда в 2010 году организация WEC была поглощена более крупным игроком на рынке смешанных единоборств Ultimate Fighting Championship, все сильнейшие бойцы оттуда автоматически перешли на контракт к новому владельцу, в том числе перешёл и Макдональд.

### Ultimate Fighting Championship
Его первым соперником в UFC в марте 2011 года должен был стать Ник Пейс, но тот травмировался и был заменён таким же новичком организации Эдвином Фигероа. Макдональд выиграл единогласным решением судей и заработал бонус за лучший бой вечера.
В мае 2011 года вышел в клетку против Криса Кариасо, заменив травмировавшегося Норифуми Ямамото. Противостояние между бойцами продлилось всё отведённое время, в итоге судьи раздельным решением отдали победу Макдональду.
На ноябрь 2011 года планировался бой между Майклом Макдональдом и Джонни Эдуарду, однако соперник получил травму, и вместо него вышел новичок Алекс Сото. Макдональд отправил его в нокаут уже на 56 секунде первого раунда, за что был награждён призом за лучший нокаут вечера.
В апреле 2012 года встретился с бывшим чемпионом WEC Мигелем Торресом и так же выиграл нокаутом в первом раунде.
Благодаря череде удачных выступлений удостоился права оспорить титул временного чемпиона UFC в легчайшем весе (временный титул был введён, поскольку полноправный чемпион Доминик Крус долгое время не мог защищаться из-за травмы). Действующим временным чемпионом являлся бразилец Ренан Баран — бойцы сошлись в октагоне в феврале 2013 года, в четвёртом раунде Баран взял Макдональда на «ручной треугольник» и принудил к сдаче.
В августе 2013 года Майкл Макдональд уверенно выиграл у англичанина Брэда Пикетта, посредством ударной техники контролировал ход поединка в первом раунде, а во втором поймал соперника в «треугольник» и заставил сдаться. За эту впечатляющую победу был удостоен наград за лучший приём вечера и за лучший бой вечера.
В декабре 2013 года состоялся бой с бывшим многократным чемпионом WEC Юрайей Фейбером. Во втором раунде Макдональд пропустил несколько весомых ударов и в потрясённом состоянии на канвасе попал головой в «гильотину», в результате чего вынужден был сигнализировать о сдаче.
Из-за нескольких накопившихся травм Макдональд не выступал более двух лет, перенёс ряд хирургических операций на руках и кистях. Наконец, в январе 2016 года он вернулся в ММА и с помощью удушающего приёма сзади выиграл у японца Масанори Канэхары, получив награду за лучшее выступление вечера.
Последний раз дрался в клетке UFC в июле 2016 года, проиграв нокаутом бразильцу Джону Линекеру.

### Bellator MMA
В марте 2017 года боец заявил, что его пути с UFC расходятся, поскольку организация повела себя «нечестно и неуважительно». Спустя неделю появилась информация о подписании Макдональда другим крупным американским промоушеном Bellator MMA. Позже в декабре он благополучно дебютировал в организации, выиграв единогласным решением у малоизвестного бойца Питера Лижье.

## Статистика в профессиональном ММА
| Боёв 23  | Побед 19 | Поражений 4 |
| -------- | -------- | ----------- |
| Нокаутом | 10       | 2           |
| Сдачей   | 6        | 2           |
| Решением | 3        | 0           |

| Результат | Рекорд | Соперник            | Способ                     | Турнир                                      | Дата            | Раунд | Время | Место           | Примечание                                             |
| --------- | ------ | ------------------- | -------------------------- | ------------------------------------------- | --------------- | ----- | ----- | --------------- | ------------------------------------------------------ |
| Победа    | 19-4   | Эдуарду Дантас      | TKO (удары руками)         | Bellator 202                                | 13 июля 2018    | 1     | 0:58  | Такервилл, США  |                                                        |
| Победа    | 18-4   | Питер Лижье         | Единогласное решение       | Bellator 191                                | 15 декабря 2017 | 3     | 5:00  | Ньюкасл, Англия |                                                        |
| Поражение | 17-4   | Джон Линекер        | KO (удары руками)          | UFC Fight Night: McDonald vs. Lineker       | 13 июля 2016    | 1     | 2:43  | Су-Фоллс, США   |                                                        |
| Победа    | 17-3   | Масанори Канэхара   | Сдача (удушение сзади)     | UFC 195                                     | 2 января 2016   | 2     | 2:09  | Лас-Вегас, США  | Выступление вечера.                                    |
| Поражение | 16-3   | Юрайя Фейбер        | Сдача (гильотина)          | UFC on Fox: Johnson vs. Benavidez 2         | 14 декабря 2013 | 2     | 3:22  | Сакраменто, США |                                                        |
| Победа    | 16-2   | Брэд Пикетт         | Сдача (треугольник)        | UFC Fight Night: Shogun vs. Sonnen          | 17 августа 2013 | 2     | 3:43  | Бостон, США     | Приём вечера. Бой вечера.                              |
| Поражение | 15-2   | Ренан Баран         | Сдача (треугольник руками) | UFC on Fuel TV: Barao vs. McDonald          | 16 февраля 2013 | 4     | 3:57  | Лондон, Англия  | Бой за титул временного чемпиона UFC в легчайшем весе. |
| Победа    | 15-1   | Мигель Торрес       | KO (удары руками)          | UFC 145                                     | 21 апреля 2012  | 1     | 3:18  | Атланта, США    |                                                        |
| Победа    | 14-1   | Алекс Сото          | KO (удары руками)          | UFC 139                                     | 19 ноября 2011  | 1     | 0:56  | Сан-Хосе, США   | Нокаут вечера.                                         |
| Победа    | 13-1   | Крис Кариасо        | Раздельное решение         | UFC 130                                     | 28 мая 2011     | 3     | 5:00  | Лас-Вегас, США  |                                                        |
| Победа    | 12-1   | Эдвин Фигероа       | Единогласное решение       | UFC Fight Night: Nogueira vs. Davis         | 26 марта 2011   | 3     | 5:00  | Сиэтл, США      | Бой вечера.                                            |
| Победа    | 11-1   | Клинт Годфри        | Сдача (рычаг локтя)        | WEC 52                                      | 11 ноября 2010  | 1     | 2:42  | Лас-Вегас, США  |                                                        |
| Победа    | 10-1   | Коул Эсковедо       | KO (удары руками)          | TPF 5: Stars and Strikes                    | 9 июля 2010     | 2     | 1:12  | Лемор, США      | Выиграл титул чемпиона TPF в легчайшем весе.           |
| Победа    | 9-1    | Мэнни Тапия         | TKO (удары руками)         | TPF 3: Champions Collide                    | 4 февраля 2010  | 1     | 4:31  | Лемор, США      |                                                        |
| Победа    | 8-1    | Карлос Гарсес       | TKO (удары руками)         | Tachi Palace Fights 1                       | 8 октября 2009  | 1     | 2:01  | Лемор, США      |                                                        |
| Поражение | 7-1    | Коул Эсковедо       | TKO (удары руками)         | PFC 13: Validation                          | 8 мая 2009      | 2     | 2:25  | Лемор, США      |                                                        |
| Победа    | 7-0    | Джейсон Джорджианна | TKO (удары руками)         | PFC 12: High Stakes                         | 22 января 2009  | 1     | 2:38  | Лемор, США      |                                                        |
| Победа    | 6-0    | Рэнди Родони        | KO (удар рукой)            | Gladiator Challenge 86: Day of the Dead     | 2 ноября 2008   | 1     | 0:47  | Портервилл, США |                                                        |
| Победа    | 5-0    | Фернандо Арреола    | Сдача (удушение д’Арси)    | Gladiator Challenge 84: Bad Blood           | 7 сентября 2008 | 1     | 3:49  | Портервилл, США |                                                        |
| Победа    | 4-0    | Хавьер Варгас       | TKO (удары руками)         | Gladiator Challenge 81: Lights Out          | 27 июля 2008    | 1     | 1:38  | Портервилл, США |                                                        |
| Победа    | 3-0    | Стив Франо          | TKO (удары руками)         | Gladiator Challenge 78: No Limits           | 18 мая 2008     | 1     | 1:17  | Портервилл, США |                                                        |
| Победа    | 2-0    | Доминик Пена        | Сдача (треугольник руками) | Gladiator Challenge 76: Alpha Dog Challenge | 17 марта 2008   | 1     | 1:12  | Портервилл, США |                                                        |
| Победа    | 1-0    | Джо Корона          | Сдача (треугольник)        | Gladiator Challenge 71: Lock-N-Load         | 11 ноября 2007  | 1     | 1:17  | Портервилл, США |                                                        |